# Something of Value
Something of Value (bra: Sangue sobre a Terra) é um filme estadunidense, de 1957, dirigido e roteirizado por Richard Brooks, baseado no livro de Robert C. Ruark., 

## Sinopse
No Quênia dois homens, um branco e um negro, crescem como amigos de infância, e tornam-se amargos inimigos no desenrolar da Revolta dos Mau-Mau, devido a intolerância racial que os separa.

## Elenco
- Rock Hudson ....... Peter
- Dana Wynter ....... Holly
- Sidney Poitier ....... Kimani Wa Karanja
- Wendy Hiller ....... Elizabeth
- Juano Hernandez ....... Njogu, Oath Giver
- William Marshall ....... Líder intelectual
- Robert Beatty ....... Jeff Newton
- Walter Fitzgerald ....... Henry McKenzie
- Michael Pate ....... Joe Matson
- Ivan Dixon ....... Lathela
- Ken Renard ....... Karanja
- Samadu Jackson ....... Feiticeiro
- Frederick O'Neal ....... Adam Marenga